# Acropolitis
Acropolitis es un género de polillas de la familia Tortricidae.

## Especies
- Acropolitis canana (Walker, 1863)
- Acropolitis canigerana (Walker, 1863)
- Acropolitis ergophora (Meyrick, 1910)
- Acropolitis excelsa (Meyrick, 1910)
- Acropolitis hedista (Turner, 1916)
- Acropolitis magnana (Walker, 1863)
- Acropolitis malacodes (Meyrick, 1910)
- Acropolitis ptychosema (Turner, 1927)
- Acropolitis rudisana (Walker, 1863)